# 昭和南海地震
1946年南海道大地震（日语：／ shōwa nankai jishin ?）是指1946年12月21日發生在日本南海道的強烈地震，震央位置於33°0′N 135°36′E / 33.000°N 135.600°E，矩震級為8.1Mw，從本州北部至九州都能感受到震動。地震也造成了嚴重破壞，本州南部總共有36,000間房屋倒塌，也引發了浪高高度為5公尺到6公尺的巨大海嘯。南海道大地震平均每100年會發生1次，地震規模強，破壞性非常大。

## 概要
由於南海海沟，這裡會有周期性的強烈地震發生；本次地震與安政南海地震相距92年。
日本於第二次世界大战战败前后，發生了1943年鸟取地震、1944年东南海地震、1945年三河地震，連同本次地震，每次大地震都造成了1000多人死亡，又合稱為太平洋戰爭終戰前後「四大地震」。
南海地震一詞，狹義上指1946年昭和南海地震，廣義上還包括了安政南海地震、寶永地震（南海海槽幾乎全域為震源域）等以南海道水域為震源域的历史地震。2001年「東南海、南海地震等相關專門調查會」（東南海、南海地震等に関する専門調査会）設置以後，南海地震專用以指稱震央位於土佐灣至紀伊水道水域的固有地震。

## 地震
在1946年12月21日，於當地時間在凌晨4點19分在纪伊半岛附近发生了矩震級為8.1Mw的強烈地震。這場地震原因是由菲律宾板块与欧亚大陆板块的互相挤压碰撞而導致。
高知測量所紀录到的震动时间大约9分多钟，極為剧烈的摇晃时间大约1分鐘到2分钟。
| 震度 | 地方         | 市区町村                                                   |
| ---- | ------------ | ---------------------------------------------------------- |
| 6    | (委托观测所) | 西大寺、五乡、郡家、津田、下高瀬、野根、母島（冲之島 ）    |
| 5    | 北陸地方     | 福井市                                                     |
| 5    | 東海地方     | 岐阜市、津市、尾鷲市                                       |
| 5    | 近畿地方     | 彦根市、洲本市、橿原市、和歌山市、串本町                   |
| 5    | 中国地方     | 境港市                                                     |
| 5    | 四国地方     | 德島市、高松市、多度津町、室戶市、高知市、宿毛市           |
| 5    | 九州地方     | 大分市                                                     |
| 4    | 関東地方     | 熊谷市                                                     |
| 4    | 甲信地方     | 甲府市、諏訪市、飯田市                                     |
| 4    | 北陸地方     | 上越市、敦賀市                                             |
| 4    | 東海地方     | 名古屋市、龟山市、伊賀市                                   |
| 4    | 近畿地方     | 宮津市、京都市、大阪市、神户市                             |
| 4    | 中国地方     | 鳥取市、米子市、松江市、濱田市、隱岐之島町、岡山市、福山市 |
| 4    | 四国地方     | 松山市、宇和島市                                           |
| 4    | 九州地方     | 雲仙市、南阿蘇村、熊本市、人吉市、宮崎市                   |

日本中央气象台（现气象厅）管辖范围内的测量所测得各地震度最大为5（强震），波及范围从四国开始，涵盖到纪伊半岛，东海地方，北陆，境港和大分等地区。北海道的森町测得震度為1（微震），浦河町测得震度為3（弱震）。根据委托观测所所提供的地震报告显示，四国，淡路岛，濑户内海沿岸和纪伊半岛部分地区测得最大震度為6（烈震）。

## 外部連結
- Abstract and other information of the 1946 Nankaidō earthquake